# Finnisch-polnische Beziehungen
Als finnisch-polnische Beziehungen werden die außenpolitischen Beziehungen zwischen Finnland und Polen bezeichnet. 
Die Beziehungen zwischen den beiden heutigen Staaten gehen auf das 16. und 17. Jahrhundert zurück, als sowohl Polen-Litauen als auch Finnland (als Teil des Schwedischen Reiches) kurzzeitig gemeinsam unter König Sigismund III. aus dem Haus Wasa in Personalunion regiert wurden. Auch nahmen auf der Seite Schwedens Einheiten aus den finnischen Teilen des Reiches in den Nordischen Kriegen dieser Zeit gegen Polen-Litauen teil. Im 18. und 19. Jahrhundert waren beide Länder Teil des Russischen Kaiserreiches und erlangten nach dem Ersten Weltkrieg ihre Unabhängigkeit. Kurze Zeit später nahmen Polen und Finnland diplomatische Beziehungen auf. 1922 unterzeichneten beide Staaten den Vertrag über den Baltischen Bund, der jedoch nicht in Kraft trat. 1925 wurde stattdessen zwischen beiden Staaten sowie Estland und Lettland ein Freundschaftsabkommen unterzeichnet. In den 1930er Jahren waren Polen und Finnen in der UdSSR Opfer der stalinistischen Säuberungsaktionen des NKWD (siehe Polnische Operation des NKWD und Finnische Operation des NKWD). Beide Staaten sollten im Molotow-Ribbentrop-Pakt zwischen dem Deutschen Reich und der Sowjetunion aufgeteilt werden. Polnische Diplomaten wurden im September und Oktober 1939 aus der UdSSR nach Finnland evakuiert. Nach dem Zweiten Weltkrieg verloren beide Staaten Gebiete an die Sowjetunion. 
Beide Staaten werden durch den Balticconnector, die Rail Baltica und die Via Baltica verbunden. 
Die Statistik führt ca. 5000 über das ganze Land verteilt lebende polnische Staatsbürger in Finnland. In Polen leben mehrere hundert Finnen. 
Polen unterhält eine Botschaft in Helsinki. Finnland hat eine Botschaft in Warschau und ein Honorarkonsulat in Krakau.